# Farkasbőrben – Vár a falka!
A Farkasbőrben – Vár a falka! (eredeti cím: 200% Wolf) 2024-ben bemutatott mexikói–ausztrál 3D-s számítógépes animációs fantasy filmvígjáték, amelyet Alexs Stadermann rendezett, Jayne Lyons The Werewolf Saga című regénye alapján. A 2020-as Farkasbőrben című animációs film folytatása. A szereplők hangjait Samara Weaving, Jennifer Saunders, Ilai Swindells, Akmal Saleh, Peter McAllum, Sarah Harper és Elizabeth Nabben kölcsönzi.
Új-Zélandon 2024. július 4-én, míg Ausztráliában 2024. augusztus 8-án került a mozikba. Magyarországon október 24-én mutatták be az ADS Service forgalmazásában.

## Cselekmény
A történet a hős uszkár Freddy Lupint követi nyomon, aki úgy gondolja, minden megvan benne ahhoz, hogy vezesse vérfarkas falkáját, de falkatársai tiszteletének elnyerése kihívásnak bizonyul. Amikor egy meggondolatlan kívánság vérfarkassá változtatja őt, és egy pajkos holdszellemet telepít a Földre, Freddynek helyre kell állítania a kozmikus rendet, mielőtt túl késő lenne.
Battyvel és kutyapajtásaival együtt Freddynek fel kell kutatnia egy veszélyes boszorkányt – aki haragszik a farkasfalkára – mielőtt új holdszellem barátjának elfogy az életenergiája, és eltűnne. Amennyiben a csapat el tudja kerülni, hogy véres varangyokká váljanak, Freddy pedig ellen tud állni a tiltott földi mágia vonzásának, talán hazaküldhetik a szellemet, és megmenthetik a világot.

## Szereplők
| Szereplő              | Eredeti hang      | Magyar hang      |
| --------------------- | ----------------- | ---------------- |
| Freddy Lupin          | Ilai Swindells    | Ungvári Gergely  |
| Batty                 | Samara Weaving    | Böhm Anita       |
| Max                   | Jennifer Saunders | Pikali Gerda     |
| Moopoo                | Elizabeth Nabben  |                  |
| Holdszellem anya      | Sarah Georgina    |                  |
| Hősszív / Freddy apja | Peter McAllum     |                  |
| Felicity Hazzard      | Janice Petersen   |                  |
| Lady Nagyagyar        | Heather Mitchell  | Timkó Eszter     |
| Lord Nagyagyar        | Michael Bourchier | Kárpáti Levente  |
| Bruno / Gargar        | Alexs Stadermann  |                  |
| Hupszi                | Akmal Saleh       |                  |
| Hiszti                | Sarah Harper      | Seszták Szabolcs |

### Magyar változat
- Bemondó: Galambos Péter
- Magyar szöveg: Vajda Evelin
- Hangmérnök: Bederna László
- Vágó: Pilipár Éva
- Gyártásvezető: Vigvári Ágnes
- Szinkronrendező: Orosz Ildikó
- Produkciós vezető: Komlósi Gergő

A szinkront a Direct Dub Studios készítette el.

## A film készítése
A Farkasbőrben folytatását az eredeti film sikerét követően jelentették be, és a rendező Alexs Stadermann visszatért, hogy újra ő vezesse a projektet. A forgatókönyvet Fin Edquist írta Jayne Lyons könyvsorozata alapján, míg Akmal Saleh és más visszatérő szereplők is újra megszólaltatták karaktereiket. A filmet az Alpha Studios készítette Sydneyben, és több új szereplőt is bemutat, köztük egy csintalan holdszellemet, amely kozmikus csavart visz a történetbe.

## Bemutató
A Farkasbőrben – Vár a falka! először 2024. július 4-én jelent meg Új-Zélandon. Később, 2024. augusztus 8-án került az ausztrál mozikba. Az Amerikai Egyesült Államokban augusztus 23-án mutatta be korlátozott számban a Viva Pictures. Szeptember 20-án az Egyesült Királyságban is megjelent a Signature Entertainment forgalmazásában. A filmet a Sydney-i Filmfesztiválon is vetítették, és dicséretet kapott dinamikus animációjáért és humoros elemeiért.

## Fogadtatás
Az animációs film általánosságban pozitív visszajelzéseket kapott a kritikusoktól; humoráért, lendületes animációjáért és magával ragadó történetéért dicsérték. Továbbá pozitívan értékelték az önmagunk elfogadásáról és a kozmikus erők közötti egyensúlyról szóló témákat.